# İbrahim Kaş
İbrahim Kaş (* 20. September 1986 in Karabük) ist ein türkischer Fußballspieler.

## Karriere

### Verein
Seine Profikarriere begann er bei Beşiktaş Istanbul als 18-Jähriger. Nach einem Einsatz in der Saison 2004/05 wurde er 2005/06 an Kocaelispor verliehen. Zur Saison 2008/09 wechselte er zum FC Getafe, wo er allerdings nur wenig eingesetzt wurde. In der darauffolgenden Saison kehrte er auf Leihbasis zu Beşiktaş zurück. Auch in der Saison 2010/11 konnte Kaş sich nicht bei Getafe durchsetzen und kam zu keinem Einsatz in der Primera División.
Er kehrte daraufhin in die Türkei zurück und spielt ab der Saison 2011/12 für Bursaspor. Er wurde jedoch weiter an Mersin İdman Yurdu verliehen, nachdem er wegen Ball wegschlagen gelb-rot im Qualifikationsspiel der Europa League sah und sein Team alleine ließ. Zum Saisonende kehrte er zu Bursaspor zurück und wurde später für die anstehende Saison 2012/13 an den Ligakonkurrenten Orduspor ausgeliehen.
Zum Sommer 2013 verließ Kaş Bursaspor endgültig und wechselte innerhalb der Süper Lig zu Sanica Boru Elazığspor. Nachdem der Verein zum Saisonende 2013/14 den Klassenerhalt verfehlt hatte, löste er seinen Vertrag mit Kaş auf. Im Sommer 2014 wechselte er in die TFF 1. Lig zu Gaziantep Büyükşehir Belediyespor. Nach einer Saison wurde sein Einjahresvertrag nicht verlängert.  Nachdem er die Hinrunde der Saison 2015/16 vereinslos verbracht hatte heuerte er zur Rückrunde bei Karşıyaka SK an.

### Nationalmannschaft
Sein erstes Länderspiel für die türkische Fußballnationalmannschaft bestritt er beim EM-Qualifikationsspiel gegen Norwegen am 17. November 2007.
Kaş gehörte vor der Fußball-Europameisterschaft 2008 zum erweiterten Kader der türkischen Fußballnationalmannschaft. Kurz vor Beginn des Turniers wurde er neben Halil Altıntop und Yıldıray Baştürk aus dem Kader gestrichen.

## Erfolge
Mit Beşiktaş Istanbul
- Türkischer Pokalsieger: 2006/07